# 新惠县
新惠县，中國舊縣名，滿洲國時期設於热河省。

## 历史沿革
1937年由敖汉左、右、南三旗的建平县二区汉民居住地析置建县，实行旗县分治，治所在今内蒙古自治区敖汉旗驻地新惠镇。1940年并入敖汉旗。
1945年日本投降后热河省政府复置该县。1947年11月，中共冀察热辽中央分局决定辖境内的昭乌达盟、卓索图盟的各旗政权和各县政权组成联合旗县政府，结束旗縣並存。1948年1月新惠县并入敖汉旗。